# Herb gminy Postomino
Herb gminy Postomino – symbol gminy Postomino. 

## Wygląd i symbolika
Herb przedstawia na tarczy złoty kłos zboża, zielono–czarną szachownicę, a także czarną latarnię morską na niebieskim tle (morze). Swoją formą herb symbolizuje rolniczo–turystyczny charakter gminy. 